# Sotheby's International Realty
Sotheby's International Realty är en internationell fastighetsmäklarbyrå. Sotheby's International Realty har sina rötter i auktionshuset Sotheby's i London. 
De har 500 kontor och över 11 000 mäklare i Anguilla, Argentina, Aruba, Bahamas, Barbados, Brasilien, Jungfruöarna, Kanada, Caymanöarna, Costa Rica, Tjeckien, Estland, Frankrike, Tyskland, Gibraltar, Grekland, Hongkong, Israel, Italien, Japan, Lettland, Mexiko, Monaco, Nya Zeeland, Peru, Portugal, Ryssland, Slovakien, Sydafrika, Spanien, Saint-Barthélemy, Saint Lucia, Sverige, Schweiz, Taiwan, Thailand, Turkiet, Storbritannien, USA, Uruguay och Vietnam.